# Informe sobre riesgos mundiales

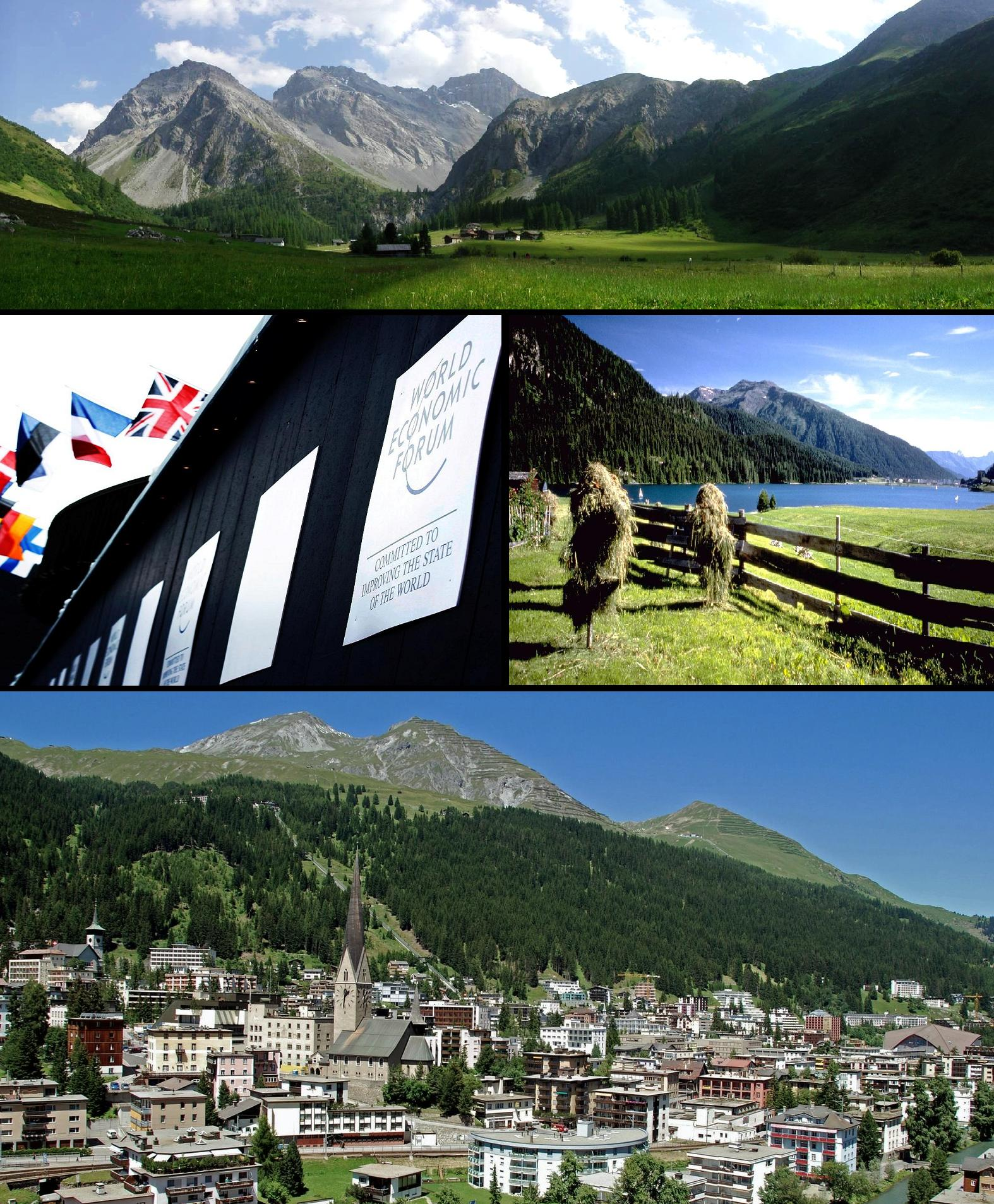
Vistas de la ciudad suiza de Davos, donde se celebra el foro que publica el Informe sobre riesgos mundiales.

El Informe sobre riesgos mundiales es un estudio anual publicado en inglés (Global Risks Report) desde 2006 por el Foro Económico Mundial (también conocido como Foro de Davos) previamente a su reunión anual en la localidad de Davos, Suiza. Basado en el trabajo de la Red de Riesgos Mundiales, el informe describe los cambios en el paisaje mundial de riesgos de un año a otro. El informe también explora la interconexión de estos riesgos, y considera cómo se podrían estructurar las estrategias para reducirlos.
Las fuentes del informe incluyen una valoración por varias importantes compañías de seguros y reaseguros, talleres dedicados, entrevistas y una encuesta a expertos internacionalmente reconocidos. El informe pretende concienciar sobre la necesidad de reducir los riesgos a través de la colaboración de los múltiples actores que intervienen.

## Por año

### 2021
El Informe sobre riesgos mundiales 2021 advierte sobre los fenómenos meteorológicos extremos, la emergencia climática, el daño medioambiental causado por el ser humano y las enfermedades infecciosas.

### 2020
Destaca el estancamiento de la economía mundial, los impactos más profundos y rápidos del calentamiento mundial y la fragmentación del ciberespacio.

### 2019
Se centra las preocupaciones medioambientales: 3 de los 5 riesgos más probables y 4 de los 5 de mayor impacto. La segunda área de preocupación era el riesgo de fraude de datos y de ciberataques.

### 2018
Destaca 4 preocupaciones: (1) desigualdad persistente e injusticia social, (2) tensiones políticas nacionales e internacionales, (3) peligros medioambientales y (4) cibervulnerabilidades. Un tema recurrente es la inadecuada capacidad de la humanidad para tratar sistemas complejos y el peligro de la complacencia. El informe fue editado por Margareta Drzeniek Hanouz.

### 2017
Señala que los riesgos políticos resaltados en informes anteriores se concretaron en la elección de líderes populistas, falta de fe en las instituciones y tensiones en la cooperación internacional.

### 2016
El riesgo número uno es que no se está haciendo lo suficiente para mitigar el calentamiento mundial ni adaptarse a él. El informe advierte que se están reforzando las interconexiones entre riesgos, por ejemplo entre el calentamiento mundial y la migración involuntaria de las personas afectadas por sequías. Señala la ciberseguridad como el mayor riesgo para las empresas estadounidenses.

### 2015
El riesgo más importante es el conflicto entre Estados, si bien el que mayor impacto podría tener son las crisis hídricas. Los expertos están más preocupados por los riesgos ambientales que por los económicos.

### 2014
De mayor a menor preocupación que merecen, los riesgos de 2014 son las crisis fiscales en las grandes economías, el alto desempleo estructural, las crisis hídricas, la gran desigualdad de ingreso, la desatención al cambio climático, los fenómenos meteorológicos extremos, el fallo de la gobernanza mundial, las crisis alimentarias, las quiebras de grandes bancos y la profunda inestabilidad social.

### 2013
Resalta que la persistente debilidad económica mina los esfuerzos para abordar los retos medioambientales.

### 2012
Los desequilibrios económicos y la desigualdad social pueden revertir las ganancias de la globalización. Respecto al año anterior, el énfasis se traslada de los riesgos ambientales a los socioeconómicos.

### 2011
Lamenta que la Gran Recesión haya mermado la capacidad para hacer frente a choques. Anota que ha aumentado la frecuencia y la severidad de los riesgos para la estabilidad mundial, mientras la gobernanza mundial sigue sin mejorar.

### 2010
A pesar del fuerte impacto de la Gran Recesión, el paisaje de riesgos cambió relativamente poco. Lo que varió enormemente es el nivel de reconocimiento de que los riesgos mundiales se encuentran firmemente interconectados. Esta interconexión eleva aún más el riesgo.

### 2009
El Informe de riesgos mundiales 2009 identifica el deterioro de las posiciones fiscales de los países, un aterrizaje duro de la economía China, un derrumbamiento de los precios de los activos, fallos en la gobernanza mundial y asuntos relacionados con el clima y los recursos naturales como los riesgos fundamentales a los que el mundo se enfrenta ese año. Mientras que el informe de 2008 destacó la seguridad alimentaria, el riesgo financiero sistémico y el riesgo de cadena de suministro como áreas de preocupación a corto plazo, el informe de 2009 se centra en el aumento del riesgo económico por el impacto de la crisis financiera, y en sus implicaciones para otras áreas. El estudio acentúa la importancia de considerar las implicaciones a largo plazo de muchas de las decisiones tomadas hoy en respuesta a retos financieros y económicos inmediatos. También explora cómo la carencia de una gobernanza mundial eficaz fue un factor de la crisis financiera y podría exacerbar otros riesgos globales si no fuera correctamente abordada.

## Riesgo mundial
La particularidad del Informe sobre riesgos mundiales es que considera riesgos que son mundiales en su naturaleza y su impacto, porque si se concretaran tendrían un impacto muy extendido. Los criterios para determinar qué constituye un riesgo mundial son los siguientes:
- Alcance mundial: para ser considerado mundial, un riesgo debe tener el potencial de afectar (con su impacto primario o con el secundario) al menos 3 regiones mundiales en al menos 2 continentes diferentes. Aunque el riesgo puede tener origen regional, o incluso local, su impacto potencial debe ser mundial.
- Relevancia transindustrial: el riesgo debe afectar a 3 o más industrias (con su impacto primario o con el secundario).
- Incertidumbre: hay incertidumbre sobre cómo se puede concretar el riesgo se en los siguientes 10 años combinada con incertidumbre sobre la magnitud de su impacto (evaluado en términos de probabilidad y severidad).
- Impacto económico: el riesgo tiene el potencial de causar un daño económico de 10 millardos de dólares estadounidenses o más.
- Impacto público: el riesgo tiene el potencial de causar un importante sufrimiento humano y de provocar una presión pública considerable y respuestas de políticas mundiales.
- Múltiples implicados: la complejidad de las causas y los efectos del riesgo, así como sus interconexiones con otros riesgos requieren un planteamiento de múltiples actores para su atenuación.

## La Red de Riesgos Mundiales
La Red de Riesgos Mundiales (anteriormente Red de Respuesta a los Riesgos) se estableció en 2004 y sigue la evolución de un conjunto de riesgos en 5 áreas en un marco temporal de 10 años. Estas cinco áreas son: economía, geopolítica, medio ambiente, sociedad y tecnología. En 2009 el conjunto de riesgos ascendía a 36, 5 más que los 31 enumerados en la taxonomía de 2008. Cada año se evalúa cuantitativa y cualitativamente la probabilidad y severidad de cada riesgo para elaborar un "paisaje de riesgos" a corto y medio plazo. Este paisaje incluye los riesgos de alta probabilidad y gran severidad, pero también los de baja probabilidad y gran severidad que constituyen "excepcionalidades" cuyo impacto sería significativo en el improbable caso de que ocurrieran. La Red de Riesgos Mundiales también publica una selección de informes regionales y temáticos cada año, como India@risk 2008, Europe@risk 2008, Global Growth@risk 2008 y Africa@risk 2008.